# Luis Leandro Castillo
Luis Leandro Castillo (Rosario del Tala, 12 febbraio 1991) è un ex calciatore argentino, di ruolo difensore.

## Caratteristiche tecniche
È un terzino destro.

## Carriera
Cresciuto nelle giovanili del Colón, fa il debutto in prima squadra il 16 marzo 2013, subentrando a Gerardo Alcoba al 21' del match perso per 1-0 contro il San Lorenzo